# Zaturți, Lokaci
Zaturți (în ucraineană Затурці) este localitatea de reședință a comunei Zaturți din raionul Lokaci, regiunea Volînia, Ucraina.

## Demografie
Componența lingvistică a localității Zaturți
     Ucraineană (98,85%)
     Alte limbi (1,09%)
Conform recensământului din 2001, majoritatea populației localității Zaturți era vorbitoare de ucraineană (98,85%), existând în minoritate și vorbitori de alte limbi.